# Buenavista (Córdoba)
Buenavista ist eine Gemeinde (municipio) im Departamento Córdoba in Kolumbien.

## Geographie
Buenavista liegt im Südosten von Córdoba auf etwa 60 Metern über dem Meeresspiegel 69 km von Montería entfernt und hat eine Jahresdurchschnittstemperatur von 28 °C. Der Großteil der Gemeinde ist flach und hat ein warmes Klima. An die Gemeinde grenzen im Norden Planeta Rica und Pueblo Nuevo, im Osten Ayapel und La Apartada, im Süden Montelíbano und im Westen Planeta Rica.

## Bevölkerung
Die Gemeinde Buenavista hat 22.711 Einwohner, von denen 8850 im städtischen Teil (cabecera municipal) der Gemeinde leben (Stand: 2019).

## Geschichte
Auch wenn die Besiedlung der Region um Buenavista prähispanische und koloniale Ursprünge hat, so erfolgte die offizielle Gründung des heutigen Buenavista erst 1950 durch José Francisco Rojas Guerra, der an der Stelle der heutigen Gemeinde über Ländereien verfügte. Seit 1969 hat Buenavista den Status einer Gemeinde.

## Wirtschaft
Die wichtigsten Wirtschaftszweige von Buenavista sind Rinder- und Milchproduktion. Zudem werden auch andere Tierarten gehalten.

## Verkehr
Buenavista liegt an einer wichtigen Route zwischen Karibikküste und dem Landesinneren und Medellín.